# 1915 en journalisme
Cet article présente les faits marquants de l'année 1915 en journalisme.

## Évènements
- 10 septembre : Création du Canard Enchainé pour une série de cinq numéros. Le journal sera ensuite relancé le 5 juillet 1916[1].

## Naissances
- 30 mars : Pietro Ingrao, homme politique, journaliste et résistant italien († 27 septembre 2015).
- 24 avril : Salvador Borrego, journaliste et essayiste négationniste mexicain († 8 janvier 2018).

## Décès
- 20 décembre : Achille Chainaye, sculpteur et journaliste belge (° 26 août 1862).